# Louis André (général)
 (décembre 2023).
Pour les articles homonymes, voir Louis André et André (patronyme).
Louis André, né le 28 mars 1838 à Nuits-Saint-Georges et mort le 18 mars 1913 à Dijon, est un militaire français
Ministre de la Guerre de la IIIe République, de mai 1900 à novembre 1904, il mène de profondes réformes dans l'armée, et milite pour la reconnaissance de l'innocence du capitaine Dreyfus, finalement et officiellement reconnue par la Cour de cassation en juillet 1906.
Il est contraint à la démission, en 1904, à la suite de l'affaire des fiches, système de renseignements politiques destiné à empêcher ou à restreindre la promotion, dans l'armée française, des officiers présumés catholiques, au profit des militants républicains, souvent membres du Grand-Orient de France.

## Origines
Louis Joseph Nicolas André est né sous la monarchie de Juillet, dans une famille fortunée, très pieuse (cinq de ses cousins germains étaient dans les ordres) et orléaniste. Louis André adhère cependant, sous le Second Empire, au positivisme, et devient, à la même, époque républicain sous l'influence d'un cousin germain de sa mère, Eugène Carion.

## Carrière

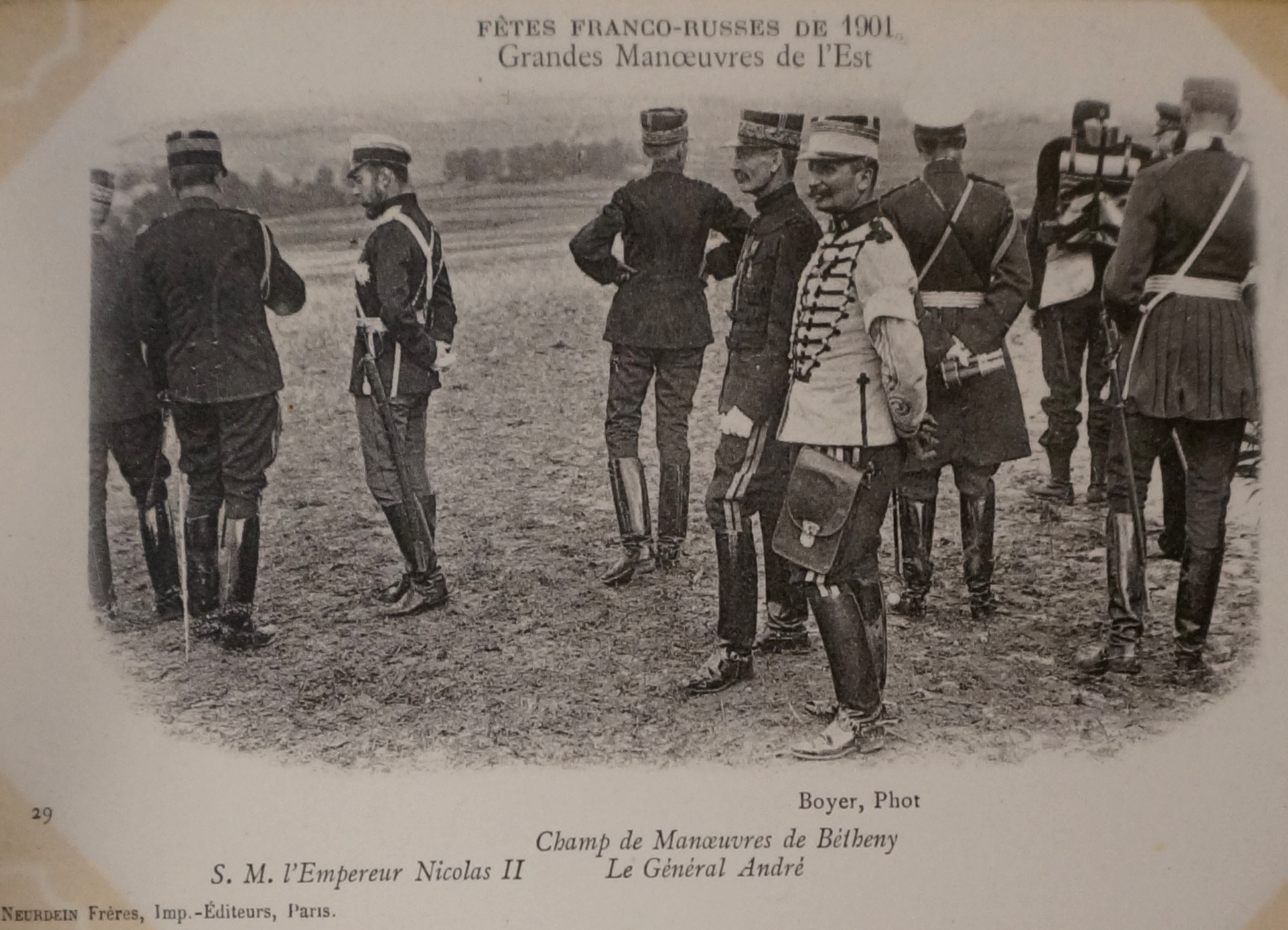
Lors des Grandes manœuvres de l'est en 1901, le général André accueille Nicolas II dans le cadre de l'Alliance franco-russe.

Louis André entre à l'École polytechnique en 1857 et poursuit sa formation militaire à l'École d'application de l'artillerie et du génie de Metz, dont il sortira 1er en 1861. Lieutenant au régiment d'artillerie à cheval de la Garde impériale, il est nommé capitaine en 1867 et entre à l'état-major particulier de l'artillerie en tant que chef d'escadron en 1877. Colonel en 1888, il est nommé général de brigade et commandant de l'École polytechnique en 1893.
En garnison au Mans de 1897 à 1899, poste auquel il avait été appelé par le général Mercier, qui dirigeait alors, dans cette ville, le 4e corps d'armée, il va se séparer de ce dernier, avec qui il était très lié, à propos de l'affaire Dreyfus. C'est en effet au Mans que le général André a été convaincu que Mercier, lorsqu'il était ministre de la Guerre, avait fait condamner en 1894 le capitaine Dreyfus au vu d'un dossier secret qui n'avait été communiqué ni au capitaine, ni à son défenseur. Et c'est au Mans que Louis André deviendra un militant dans l'Affaire (alors qu'il était, dira-t-il, « comme tout le monde, ou peu s'en faut, un antidreyfusard de la première heure »), à la suite du fameux « discours sur Byzance » prononcé par le général Mercier, suivi d'une manifestation aux relents antisémites de jeunes officiers de la garnison

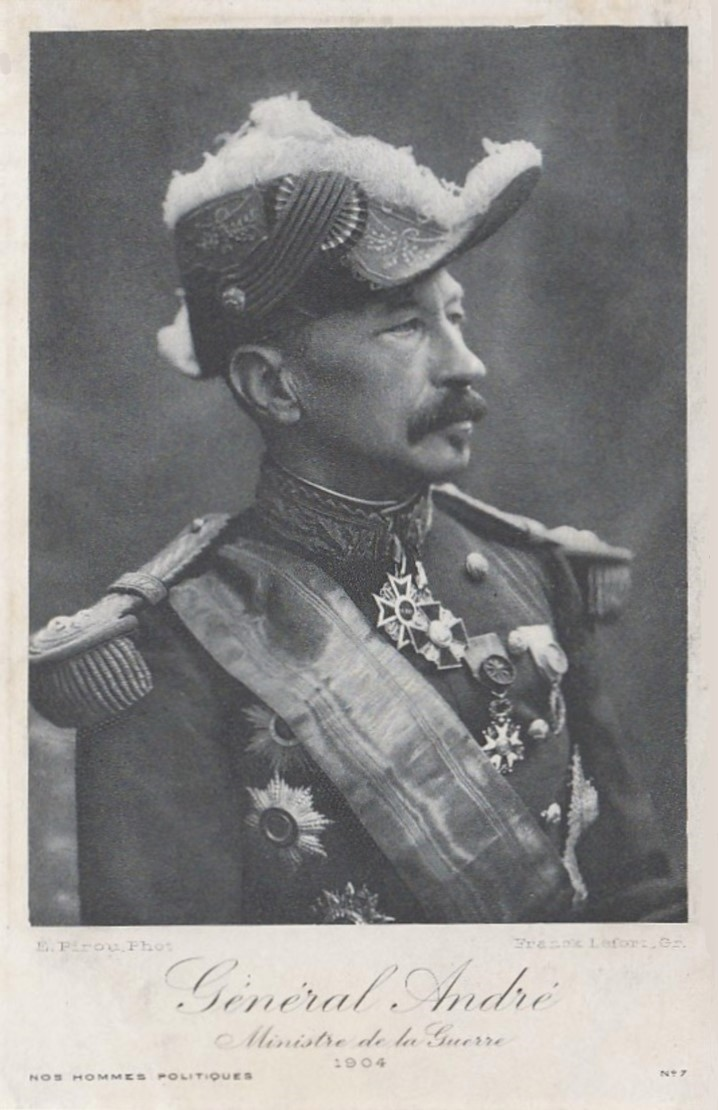
En grande tenue, photographié par Eugène Pirou.

Cet homme grand et maigre, était certes, malgré son passage dans la Garde impériale, républicain dès le Second Empire, mais il ne le manifestera publiquement, chose alors très rare dans l'armée, que lors des cérémonies du centenaire de l'École polytechnique, en 1894. Il avait été nommé commandant de l'École à la fin de 1893, Sadi Carnot, son condisciple de Polytechnique, étant alors président de la République. Il était positiviste et disciple d'Émile Littré. Pour Émile Mayer, c’est « l’amitié de Sadi Carnot, président de la République, pour son camarade de promotion Louis André […] » qui explique l’accession au généralat de cet officier. Mais Louis André était, et depuis fort longtemps, un artilleur réputé dans l'armée : c'est lui qui avait mis au point les méthodes de pointage du canon lourd de campagne en acier De Bange, alors qu'il était directeur du cours pratique de tir d'artillerie à Bourges (1881-1886), où passaient tous les capitaines de cette arme avant de revenir dans leurs régiments pour diffuser leur savoir ; lieutenant-colonel, il présidait (1886-1888) la Commission d'expériences de Bourges lors de la mise au point des projectiles chargés en mélinite. Sa promotion au grade de général, même un peu tardive (il allait avoir 56 ans) est donc logique.
 

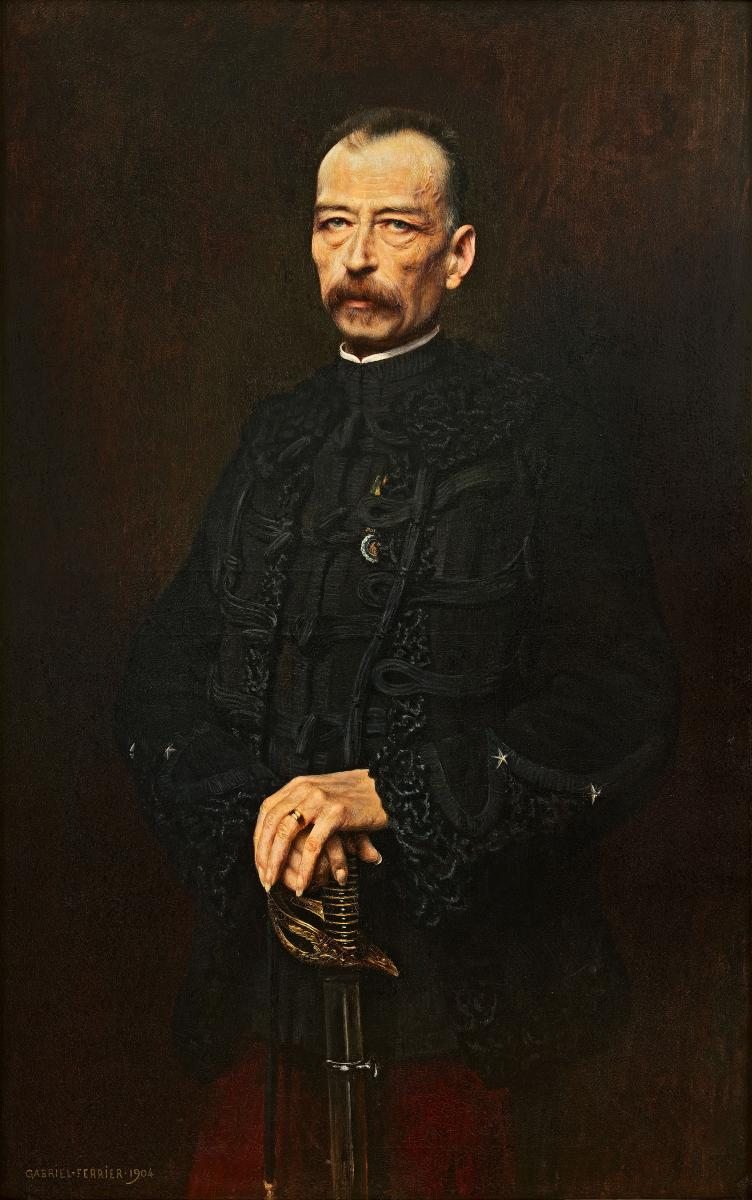
Gabriel Ferrier, Le général Louis André, ministre de la Guerre, huile sur toile, 1903, musée d'Orsay, Paris

Le général André est nommé ministre de la Guerre par Waldeck-Rousseau, président du Conseil, le 28 mai 1900, en remplacement du général de Galliffet, démissionnaire. C'était en pleine affaire Dreyfus, quelques mois après le verdict de Rennes qui avait de nouveau condamné le capitaine, mais avec circonstances atténuantes, décision s'agissant d'une accusation de trahison. En accord avec le président du Conseil, il va s'attacher à rétablir la discipline dans l'armée où nombre d'officiers avaient pris position publiquement contre Dreyfus. Son premier acte sera de décider du remplacement de trois responsables de bureaux à l'état-major, ce qui va déclencher une vive réaction des généraux Jamont, vice-président du Conseil supérieur de la guerre, et Delanne, chef d'état-major de l'armée qui l'accuseront de « désorganiser l'armée ». Devant cette manifestation publique de désaccord, le général André va mettre immédiatement fin aux fonctions de ces deux généraux (4 juillet 1900) qui occupaient alors les deux principaux postes de l'armée. Il déclarera ce jour-là à la Chambre des députés : 

« Soyez certains, Messieurs, que la tâche que je me suis imposée est de maintenir à tous les degrés de l'échelle, et de rétablir, s'il en était besoin, la discipline militaire la plus absolue. »

À sa nomination rue Saint-Dominique, Louis André disposait de deux listes d'officiers qu'il avait lui-même constituées, pour classer les officiers : « Corinthe » et « Carthage ». La première désignait les républicains (« non licet omnibus adire Corinthum. », « Il n’est pas permis à tous d’aller à Corinthe »), la seconde les réactionnaires, en référence au mot de Caton l'Ancien, « delenda est Carthago. » (« Il faut détruire Carthage. »). Il explique ses raisons à son camarade Émile Mayer : 

« Avant l’affaire Dreyfus, l’origine de mes subordonnés, tout comme celle de mes camarades, m’était indifférente, et aussi leurs croyances, leurs doctrines philosophiques ou le parti auquel ils pouvaient appartenir. Mais tout est changé aujourd’hui : le pacte est rompu. Je suis appelé à accomplir une œuvre déterminée ayant pour objet d’introduire dans l’armée des mœurs nouvelles, de changer sa mentalité. »

Le général André, ministre de la Guerre de 1900 à 1904, a cependant fait preuve d'une continuité dans les nominations au sein du haut commandement, et il s'est appuyé sur les généraux pour mener son action de réforme. Toutes les réformes menées par lui dans l'armée, qu'il sera toujours et violemment accusé de "désorganiser", ne seront jamais remises en cause par ses successeurs : suppression de la dot des femmes d'officiers au moment de leur mariage ; fin des commissions de classement qui, composées uniquement de généraux, décidaient souverainement des promotions des officiers ; suppression des "inspections générales" dans les corps d'armée puisque, pour Louis André, l'inspecteur général des troupes ne peut être que celui qui les commande ; rattachement des régiments d'artillerie aux divisions d'infanterie, en lieu et place des corps d'armée, afin de favoriser la liaison de l'infanterie et de l'artillerie sur le champ de bataille ; amélioration de la santé dans l'armée ; réforme et libéralisation des établissements pénitentiaires ; port de la tenue bourgeoise en dehors du service ; fixation de la revue du 14 juillet le matin au lieu de l'après-midi, afin d'éviter les insolations ; importance du rôle social des officiers, comme le recommandait Lyautey, que Louis André fera passer général de brigade à 49 ans en octobre 1903. Le général André était à la fois un partisan de la colonisation et d'une armée forte face à l'Allemagne (discours au lycée du Mans de juillet 1897), préfigurant ainsi la position que prendra Delcassé lorsqu'il sera ministre des Affaires étrangères de 1898 à 1905. C'est sous son ministère que les camps du Larzac, de Mailly et de la Courtine sont ouverts, celui de Sissonne faisant, lui, l'objet d'un agrandissement.
Le général André va décider, en octobre 1904, que le 155 Rimailho en acier serait le nouveau canon lourd de campagne (en remplacement du 120), mais il ne sera pas fabriqué en nombre par ses successeurs. Il portera à 3 000 le nombre de canons de 75 modèle 1897  que son prédécesseur, Galliffet, avait décidé de faire fabriquer à 2 000 exemplaires.
Au début de la Grande Guerre, en 1914, l'armée française disposait de 3675 canons de 75, chiffre dû, pour l'essentiel, au général Galliffet et au général André.
Répondant à un fameux discours de Jean Jaurès à la Chambre des députés (6 et 7 avril 1903), tout en affirmant qu'il ne pouvait que respecter le verdict de Rennes, au nom de la "chose jugée", le ministre va cependant accepter de mener, au sein du ministère de la Guerre, une "enquête personnelle" pour savoir dans quelles conditions, et sur quelles pièces, Alfred Dreyfus avait été condamné à la déportation à perpétuité en décembre 1894. Aidé de son officier d'ordonnance, le capitaine Antoine Targe, il va découvrir en quelques semaines que Dreyfus avait été condamné au vu de pièces inventées ou falsifiées, et que des documents favorables à l'accusé n'avaient pas été fournis au conseil de guerre. Il démontrera aussi que les "aveux" de sa culpabilité qu'aurait faits le capitaine Dreyfus le jour de sa dégradation (5 janvier 1895), avaient été purement et simplement inventés par l'officier qui commandait, ce jour-là, le détachement de la Garde républicaine chargé de veiller sur le condamné, ces "aveux" étant validés par écrit avec la signature du général Gonse, sous-chef d'état-major de l'armée. Fort de ces découvertes, le général André va demander et obtenir, avec quelques difficultés, du gouvernement Combes, que ces éléments nouveaux soient transmis à la Cour de cassation. Pour lui, l'honneur de l'armée nécessitait qu'elle reconnaisse ses erreurs dans l'Affaire. La Cour de cassation, après une enquête complète et rigoureuse de plus de deux ans, va définitivement innocenter le capitaine Dreyfus le 12 juillet 1906.

## Chute et retrait de la vie publique
- Si vous ne connaissez pas le sujet, laissez ce bandeau (vous pouvez alors contacter les auteurs).
- Si vous supprimez le contenu mis en cause (vous pouvez préalablement contacter les auteurs),

argumentez précisément cette suppression dans la page de discussion
(un manque de référence n'est pas un argument ; une recherche réelle de référence doit avoir été effectuée, être formellement documentée).

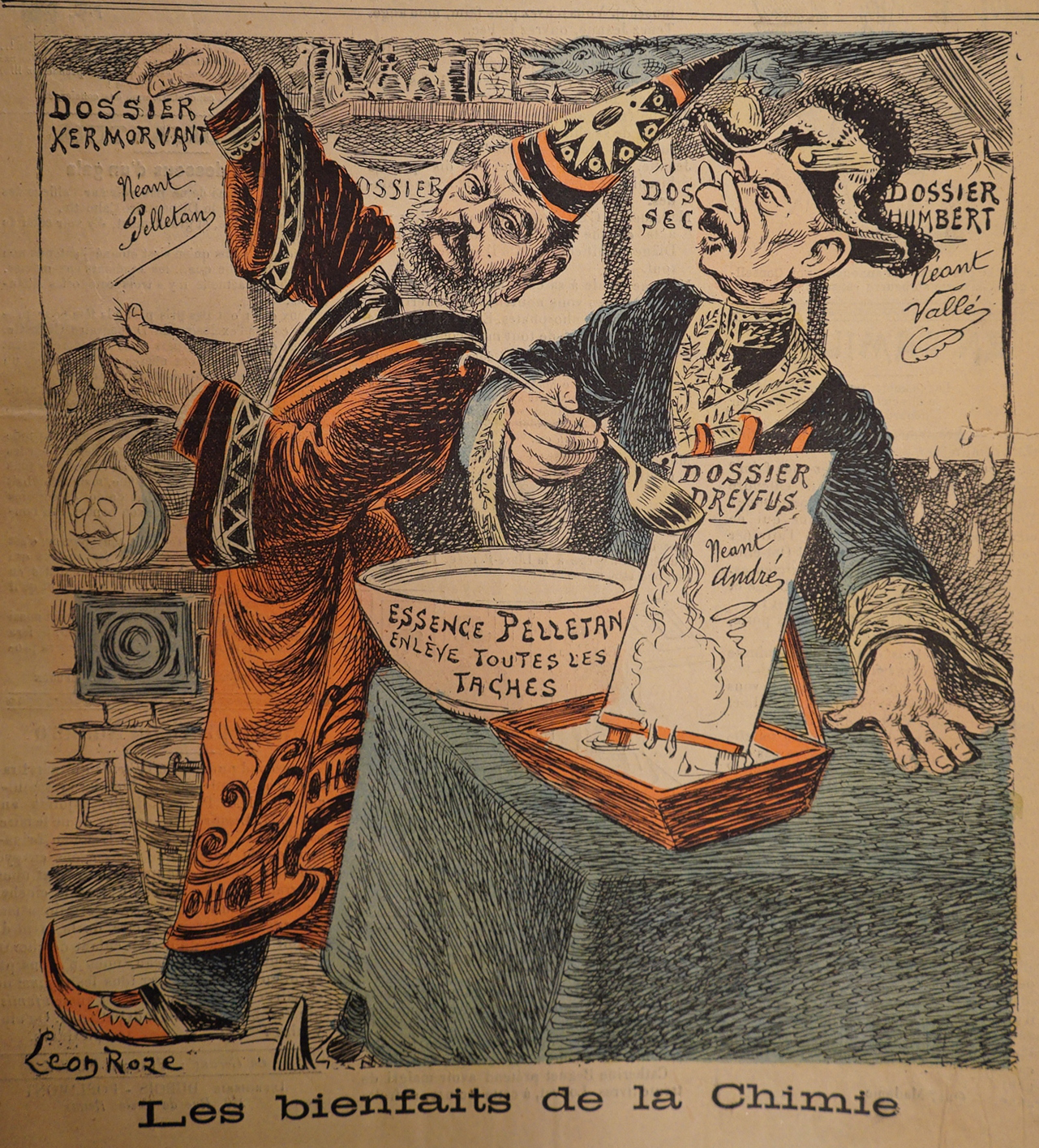
Léon Roze : Le général André caricaturé avec le ministre de la Marine, Camille Pelletan.

Pierre Waldeck-Rousseau, en nommant Louis André au ministère de la Guerre en mai 1900, lui a donné pour tâche de « rapprocher le corps des officiers de la nation républicaine. » Le ministre va alors s'efforcer de favoriser la promotion des officiers républicains qui auraient été retardés dans leur avancement par les "commissions de classement" (ce fait, s'il n'est pas contestable, ne doit cependant pas être exagéré, comme le montre le cas du général André lui-même). Pour ce faire, il va accepter, à une époque où la manie du renseignement était fort répandue dans les sphères politiques et religieuses (à Paris, l'abbé Tourmentin publiait des listes de francs-maçons, à Grenoble, Mgr Fava dénonçait nommément les membres de la franc-maçonnerie), que des renseignements sur les opinions politiques des officiers soient obtenus avec l'aide du Grand Orient de France qui disposait de loges dans les villes de garnison. Mais, au lieu de recueillir les opinions politiques, les loges s'attacheront surtout aux pratiques religieuses des officiers : "Va à la messe", "A assisté à la communion de sa fille." Or, le général André, même devenu athée, n'était pas antireligieux : sa femme, Marguerite Chapuy, ancienne artiste de grand talent à l'Opéra-Comique de Paris, était très croyante et très pratiquante et elle élèvera leurs deux fils dans la religion catholique sans que le général y trouve à redire. Le Grand Orient protestera par lettre sur des nominations effectuées alors qu'il avait fourni des informations défavorables. Le général André, qui n'avait pas connaissance de ces lettres, se trouvera en porte-à faux à la Chambre des députés lors d'un débat très houleux à l'issue duquel il sera giflé par le député nationaliste Gabriel Syveton. Il démissionne le 15 novembre 1904, soit après quatre années et demie passées au ministère de la Guerre, longévité exceptionnelle à l'époque.

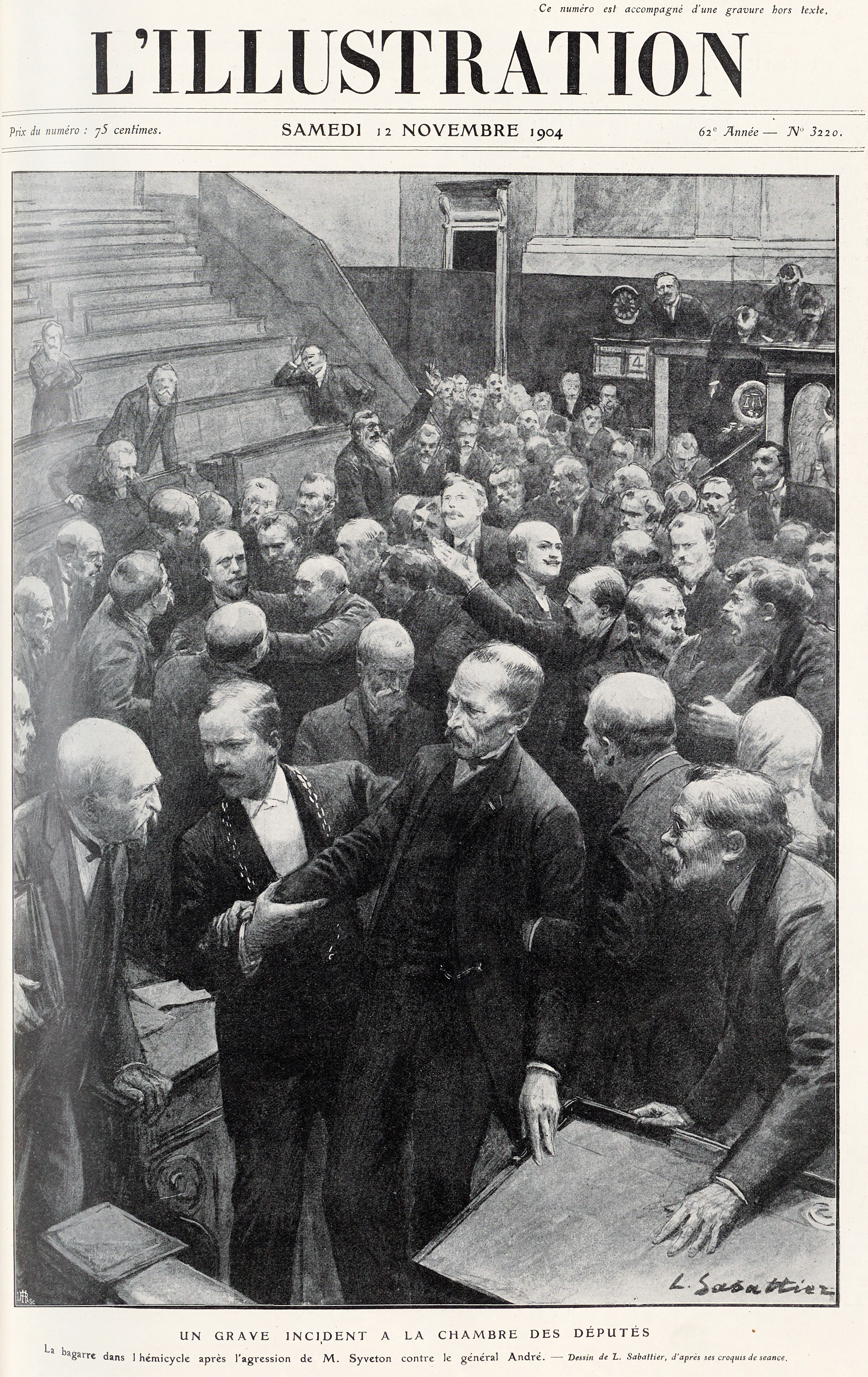
Une de l’Illustration du 12 nombre 1904 titrant « Un grave incident à la chambre des députés » après que Gabriel Syveton a giflé le ministre.

De très nombreux officiers qui avaient fait l'objet de fiches défavorables seront pourtant promus par le général André qui s'intéressait aussi, et de très près, à leurs qualités militaires. L'exemple le plus frappant est celui du futur général Lanrezac. Sa fiche indiquait qu'il "mangeait des Juifs à chaque repas" lorsqu'il était en poste à Alger et qu'à l'École de guerre où il enseignait, il était "le centre de la propagande antidreyfusarde, cléricale et antiministérielle... et se livrait à de violentes attaques contre M. Waldeck-Rousseau et les autres ministres." Or Lanrezac, s'il avait bien ces opinions, n'en avait jamais publiquement fait état, ce qui était essentiel pour le ministre de la Guerre, et il était surtout l'un des meilleurs tacticiens de l'armée avant 1914. Aussi le général André, qui l'avait nommé commandant en second de l'École de guerre puis colonel en 1901, lui confiera-t-il le commandement du 119e régiment d'infanterie en 1902. En avril 1904, il le mettra même à la tête de la 12e brigade d'infanterie alors qu'il n'était encore que colonel.
Mort en 1913 à Dijon, le général André n'a pas connu la Grande Guerre. Il sera accusé par certains historiens d'être responsable du limogeage des généraux effectué par le général Joffre au début des hostilités, car ces généraux auraient fait l'objet de promotions sur des critères uniquement politiques entre 1900 et 1904. Cette affirmation ne résiste pas à l'examen : Louis André avait quitté le pouvoir dix ans avant 1914 et cette accusation permet surtout de passer sous silence les graves erreurs tactiques du début du conflit. Beaucoup de généraux de 1914, sauf quelques coloniaux, n'avaient jamais connu la guerre et la limite d'âge de leur grade était beaucoup trop élevée (62 ans pour un général de brigade, 65 ans pour un général de division). Le maréchal Fayolle lui-même, dans ses Cahiers secrets de la Grande Guerre, condamne ces limogeages. Les généraux qui ont contribué à la victoire finale de 1918 ont presque tous été promus entre 1900 et 1904 : Archinard, Berdoulat, Berthelot, Dubail, Gamelin, Gouraud, Guillaumat, Hély d'Oissel, Georges Humbert, Marchand, Pierre Roques, Sarrail. Quant aux huit futurs maréchaux de la Grande Guerre, ils sont tous passés au grade supérieur sous le ministère du général André, à l'exception de Gallieni qui, nommé au plus haut grade de l'armée de l'époque (celui de général de division) en 1899, ne pouvait donc plus être promu. Le général André a notamment accéléré la carrière de Joffre qu'il a nommé général de brigade en octobre 1901, à l'âge de 49 ans, puis directeur du génie au ministère de la Guerre, en janvier 1904.
On peut ainsi considérer que, loin de désorganiser l'armée comme ses adversaires l'accuseront toujours avec virulence, le général André l'a, au contraire, bien préparée au conflit qui se déclenchera en 1914 : rétablissement de la discipline, très compromise au temps de l'affaire Dreyfus ; importance de l'artillerie de campagne avec le 75 qui fera merveille pendant la Grande Guerre (l'artillerie lourde, avec le 155 Rimailho, ne sera pas développée par ses successeurs, car la direction de l'artillerie du ministère ne croyait pas à son importance) ; liaison nécessaire entre l'infanterie et l'artillerie sur le champ de bataille ; importance donnée au rapprochement des officiers avec la société civile ; amélioration de la situation du conscrit (le général André était, pour cela, très populaire dans la France profonde de la Belle Époque) ; soumission complète de l'armée au pouvoir civil mise à mal pendant l'Affaire ; promotion d'officiers qui joueront un rôle essentiel pendant la Première Guerre mondiale : Joffre, Foch, Pétain, Franchet d'Espèrey, Lyautey, Maunoury, Fayolle, Sarrail, Gamelin. Son heure de gloire restera son action pour faire reconnaître l'innocence du capitaine Dreyfus. En mettant définitivement un terme à cette invraisemblable affaire qui avait profondément divisé l'armée, et que celle-ci avait elle-même déclenchée, le général André la remettait face aux responsabilités qu'elle n'aurait jamais dû quitter : la Défense nationale. Et pourtant ce ministre, très tôt républicain, est encore victime d'un étonnant ostracisme, près de 100 ans après sa mort.
Le général André est à l'origine de la loi du 21 mars 1905 qui abaisse la durée du service militaire de trois à deux ans.
Le 8 juillet 1905, les congressistes du Parti républicain, radical et radical-socialiste le nomment par acclamation membre du comité exécutif de cette formation politique.
Son fils, le général de division Lucien André (1878-1969), polytechnicien, sera comme son père un brillant artilleur. Il commandait l'artillerie de l'armée des Alpes en 1940, au moment de l'attaque italienne.
Louis André est enterré au cimetière des Péjoces à Dijon.

## Grades
- 9 octobre 1859 : Sous-lieutenant, école d'application du génie et de l'artillerie[7].
- 9 octobre 1861 : lieutenant, 9e régiment d'artillerie.
- 6 juin 1867 : capitaine, 7e régiment d'artillerie.
- 17 septembre 1877 : chef d'escadron, 34e régiment d'artillerie.
- 7 mars 1885 : lieutenant-colonel, état-major particulier de l'artillerie (illisible).
- 11 juillet 1888 : colonel, état-major particulier de l'artillerie (illisible).
- 26 décembre 1893 : général de brigade, École Polytechnique.
- 12 mai 1899: général de division, État-major général de l'armée.

## Décorations
- Commandeur de la Légion d'honneur , 20 juillet 1903[8]
  -  Chevalier de la Légion d'honneur, 24 juin 1871,
  -  Officier de la Légion d'honneur, 29 décembre 1891
- Médaille militaire, 30 mars 1903.
- Médaille commémorative de la guerre 1870-1871
- Officier de l'Instruction publique , 7 mai 1895

- Commandeur de l'ordre de Saint-Alexandre Nevski

## Liens